# Béthelainville
Béthelainville je francouzská obec v departementu Meuse v regionu Grand Est. Žije zde 156 obyvatel.

## Poloha obce

### Sousední obce
| Růžice kompasu |                     | Montzéville     |                          | Růžice kompasu |
| Růžice kompasu | Récicourt           | Sever           | Fromeréville-les-Vallons | Růžice kompasu |
| Růžice kompasu | Récicourt           | Béthelainville  | Fromeréville-les-Vallons | Růžice kompasu |
| Růžice kompasu | Récicourt           | Jih             | Fromeréville-les-Vallons | Růžice kompasu |
| Růžice kompasu | Dombasle-en-Argonne | Sivry-la-Perche |                          | Růžice kompasu |